# Powiat Tomaszowski (Woiwodschaft Łódź)
Der Powiat Tomaszowski ist ein Powiat (Kreis) in der polnischen Woiwodschaft Łódź. Der Powiat hat eine Fläche von 1025,7 km², auf der 121.000 Einwohner leben. 

## Gemeinden
Der Powiat umfasst elf Gemeinden, davon eine Stadtgemeinde, zwei Stadt-und-Land-Gemeinden und acht Landgemeinden.

### Stadtgemeinde
- Tomaszów Mazowiecki

### Stadt-und-Land-Gemeinden
- Inowłódz
- Ujazd

### Landgemeinden
- Będków
- Budziszewice
- Czerniewice
- Lubochnia
- Rokiciny
- Rzeczyca
- Tomaszów Mazowiecki
- Żelechlinek